# Toucanet de Gould
Selenidera gouldii
Espèce
Statut de conservation UICN

 LC  : Préoccupation mineure
Le Toucanet de Gould (Selenidera gouldii (Natterer, 1837)) est une espèce d'oiseau appartenant à la famille des Ramphastidae.
Le nom de cet oiseau commémore John Gould (1804-1881).